# IRON FIST TAG TOURNAMENT
IRON FIST TAG TOURNAMENT（アイアン・フィスト・タッグ・トーナメント）は、プロレスリングBASARAが主催しているタッグトーナメント戦。優勝チームにはIRON FIST（鋼鉄の拳）の形をしたトロフィーが贈呈される。

## 第1回
内容
2016年10月5日に新木場1stRING大会から開催して10月29日のラジアントホール大会で準決勝、決勝が行われる。
参加チーム
- 木高イサミ&塚本拓海 ※優勝
- FUMA&久保佑允 ※準優勝
- 関根龍一&中津良太
- 竜剛馬（控）&政宗
- 風戸大智&河村知哉
- トランザム★ヒロシ&SAGAT
- 岩本煌史&阿部史典
- 日高郁人&ショーン・ギネス

## 第2回
内容
2018年2月11日のBASEMENT MONSTAR大会から開催して2月19日の新木場大会で準決勝、決勝が行われる。
参加チーム
- 関根龍一&中津良太 ※優勝
- FUMA&SAGAT ※準優勝
- 中野貴人&瀧澤晃頼
- 木高イサミ&宇藤純久
- ツトム・オースギ&ベストストレッチマンV3
- トランザム★リュウイチ&久保佑允
- 原学&阿部史典
- 塚本拓海&ヤス・ウラノ